# Интегрин альфа-V
Интегрин альфа-V (αV, CD51) — мембранный белок, гликопротеин из надсемейства интегринов, продукт гена ITGAV.

## Функции
Интегрины с альфа-V являются рецепторами для витронектина, цитотактина, фибронектина, фибриногена, ламинина, металлопротеазы матрикса 2, остеопонтина, остеомодулина, протромбина, тромбоспондина,  и фактора фон Виллебранда. Распознают специфическую аминокислотную последовательность аргинин-глицин-аспартат (R-G-D) в широком спектре лигандов. В процессе ВИЧ-инфицирования взаимодействие с вирусным Tat-пептидом усиливает ангиогенез в саркоме Капоши. 
Входит в гетеродимерный комплекс с бета-субъединицей. Интегрин альфа-V состоит из тяжёлой и лёгкой цепей, связанных дисульфидной связью. Интегрин альфа-V образует димер с интегринами бета-1, бета-3, бета-5, бета-6 или бета-8. Альфа-V/бета-6 связывается с вирусным белком VP1 вируса ящура (FMDV) и служит рецептором вируса. Является рецептором вирусных капсидных белков A9 и B1 вирусов Коксаки. Взаимодействует с внутриклеточным белком RAB25.
Интегрины с альфа-V участвуют во многих процессах развития эмбриона, в ангиогенезе и остеопорозе.

## Структура
Интегрин альфа-V — крупный белок, состоит из 1018 аминокислот, молекулярная масса белковой части — 116,0 кДа. N-концевой участок (962 аминокислоты) является внеклеточным, далее расположен единственный трансмембранный фрагмент и короткий внутриклеточный фрагмент (32 аминокислоты). Внеклеточный фрагмент включает 7 FG-GAP повторов и GFFKR мотив, от 4 до 13 участков N-гликозилирования. В процессе ограниченного протеолиза внутримолекулярный участок вырезается и образовавшиеся тяжёлая и лёгкая цепи оказываются связаны только дисульфидной связью.

## См.также
- Интегрины
- Кластер дифференцировки